# Acrocalymma
Acrocalymma is een geslacht van schimmels uit de familie Acrocalymmaceae. De typesoort is Acrocalymma medicaginis. 

## soorten
Volgens Index Fungorum telt het geslacht 12 soorten (peildatum december 2022):
| Soortnaam               | Auteur(s)                                              | Publicatiejaar |
| ----------------------- | ------------------------------------------------------ | -------------- |
| Acrocalymma ampeli      | Tennakoon, C.H. Kuo & K.D. Hyde                        | 2021           |
| Acrocalymma aquaticum   | Huang Zhang & K.D. Hyde                                | 2012           |
| Acrocalymma bipolare    | Abdel-Aziz & Abdel-Wahab                               | 2020           |
| Acrocalymma cycadis     | Crous & R.G. Shivas                                    | 2014           |
| Acrocalymma fici        | Crous & Trakun.                                        | 2014           |
| Acrocalymma hongheense  | Mortimer                                               | 2021           |
| Acrocalymma magnoliae   | N.I. de Silva, S. Lumyong & K.D. Hyde                  | 2022           |
| Acrocalymma medicaginis | Alcorn & J.A.G. Irwin                                  | 1987           |
| Acrocalymma pterocarpi  | Jayasiri, E.B.G. Jones & K.D. Hyde                     | 2019           |
| Acrocalymma vagum       | (D.F. Farr) Crous & Trakun.                            | 2014           |
| Acrocalymma walkeri     | (Shoemaker, C.E. Babc. & J.A.G. Irwin) Crous & Trakun. | 2014           |
| Acrocalymma yuxiense    | Mortimer                                               | 2021           |